# 대주안 와그너

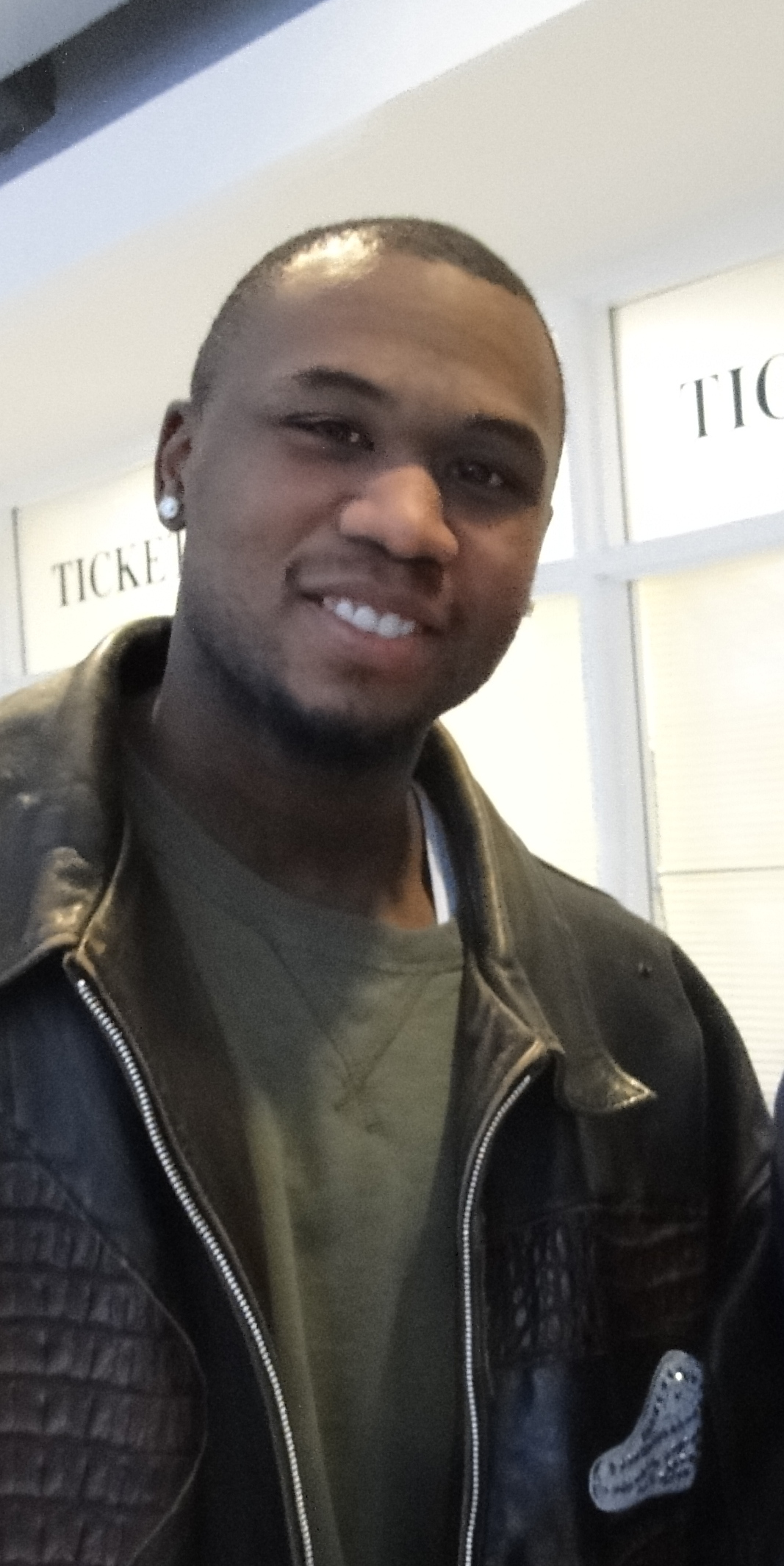
2010년 모습

대주안 와그너(Dajuan Wagner, 본명: Dajuan Marquett Wagner Sr., 1983년 2월 4일 ~ )은 미국의 전직 프로 농구 선수이다. 전 루이빌 대학교와 전미 농구 협회(NBA) 선수인 밀트 와그너(Milt Wagner)의 아들이며 건강 문제로 인해 경력 초기에 NBA를 떠났다. 2002년 NBA 드래프트에서 클리블랜드 캐벌리어스에 의해 전체 6순위로 드래프트되었다.

## 프로 경력
- 클리블랜드 캐벌리어스(2002-2005)
- 골든스테이트 워리어스 (2006)
- 프로콤 트레플 소포트(2007)